# Граф, Кристиан Эрнст
Кристиан Эрнст Граф (нем. Christian Ernst Graf, после 1764 года писал свою фамилию по-нидерландски, нидерл. Graaf; 30 июня 1723, Рудольштадт — 17 июля 1804, Гаага) — немецко-нидерландский дирижёр и композитор. Сын и ученик Иоганна Графа, брат Фридриха Хартмана Графа.

## Биография
Под руководством своего отца играл на скрипке в придворном оркестре княжества Шварцбург-Рудольштадт. После того, как в 1745 году его отец вышел в отставку, а приглашённый на его место Кристоф Фёрстер скоропостижно умер, в 1745—1747 гг. исполнял обязанности капельмейстера.
В 1748 году (возможно, скрываясь от немецких кредиторов) обосновался в Нидерландах и до конца жизни работал в этой стране. Сперва исполнял танцевальную музыку в Амстердаме, с 1750 года руководил музыкальным ансамблем в Мидделбурге. Затем перебрался в Гаагу и в 1759 году получил пост придворного композитора при несовершеннолетнем штатгальтере Вильгельме V Оранском. В 1766—1790 гг. придворный капельмейстер

## Творчество
Графу принадлежит оратория «Смерть Иисуса» (нем. Der Tod Jesu; 1802), около 30 симфоний, 15 скрипичных концертов, скрипичные и фортепианные сонаты, другая камерная музыка. Он также сочинил много песен, среди которых выделяется цикл «25 басен в духе Лафонтена для голоса и клавесина» (фр. 25 Fables dans le gout de la Fontaine, pour le Chant et le Clavecin). К совершеннолетию Вильгельма V Граф в 1766 году сочинил песню «Возрадуемся, батавы» (нидерл. Laat ons juichen, Batavieren), на которую юный Вольфганг Амадей Моцарт, гастролировавший в это время в Нидерландах, написал вариации KV 24. Опубликовал музыкально-теоретический трактат «Опыт о природе гармонии в генерал-басе» (нидерл. Proeve over de natuur der harmonie in de generaal bas; 1782).